# فابيانو
فابيانو (بالبرتغالية: Fabiano Medina da Silva‏) (18 يناير 1982 بريبيراو بريتو في البرازيل - ) هو لاعب كرة قدم برازيلي في مركز الدفاع. لعب مع أتالانتا وشاندونغ لونينغ ونادي بادوفا ونادي سبيزيا ونادي فيتوريا ونادي لوكيزي ونادي ليتشي ونادي مونزا وSSD Virtus CiseranoBergamo 1909 ‏ وASD Martina Calcio 1947 ‏.

## وصلات خارجية
- فابيانو على موقع قاعدة بيانات كرة القدم.إي يو (الإنجليزية)